# Jeremy Combs
Jeremy Combs (Dallas, Texas, 24 de noviembre de 1995) es un baloncestista estadounidense que pertenece a la plantilla de los Nelson Giants de la NBL neozelandesa. Con 2,01 metros de estatura, juega en la posición de ala-pívot o pívot.

## Trayectoria deportiva

### Universidad
Jugó tres temporadas con los Mean Green de la Universidad del Norte de Texas, en las que promedió 12,0 puntos, 8,2 rebotes y 1,1 robos de balón por partido. En 2015 fue incluido en el mejor quinteto de novatos de la Conference USA mientras que en 2016 lo fue en el segundo mejor quinteto absoluto de la conferencia.
Tras ser despedido su entrenador, Tony Benford, y posteriormente contratado como asistente en LSU Tigers, Combs le siguió como jugador graduado, lo que le permitía evitar el año en blanco que impone la NCAA en las transferencias de jugadores. Pero una lesión en la rodilla que arrastraba de su etapa en North Texas no le permitió jjugar más de seis partidos, perdiéndose el resto de la temporada.
Al término de la temporada rompió su compromiso con LSU, pero tuvo la opción de un quinto año como jugador, y fue transferido a los Tigers de la Universidad del Sur de Texas, Allí jugó su mejor temporada como universitario, promediando 17,6 puntos, 9,6 rebotes y 1,5 asistencias por partido, siendo elegido Jugador del Año de la SWAC.

### Profesional
Tras no ser elegido en el Draft de la NBA de 2019, en el mes de agosto firmó su primer contrato profesional con los Köping Stars de la Basketligan sueca. Hasta el parón de la liga por el coronavirus promedió 19,1 puntos y 7,9 rebotes por partido, y acabó siendo elegido mejor pívot de la liga.